# Paul Otto August Baumgarten
Paul Baumgarten (nome completo: Paul Otto August Baumgarten), conhecido como Paul Baumgarten, o Velho e Paul Baumgarten sênior (Schwedt/Oder, 25 de junho de 1873 – Charlottenburg, 26 de fevereiro de 1946) foi um arquiteto alemão. Junto com Albert Speer, Paul Troost, German Bestelmeyer, Hermann Giesler e Leonhard Gall, foi um dos arquitetos favoritos de Adolf Hitler.

## Biografia
Depois de frequentar a Escola de Artes Aplicadas de Hamburgo (hoje HbK), Paul Baumgarten estudou arquitetura na Universidade Técnica de Berlim de 1898 a 1901.
Ele então trabalhou no escritório do oficial de planejamento urbano de Berlim Ludwig Hoffmann e a partir de 1902 (de acordo com outras fontes de 1901) com Alfred Messel.

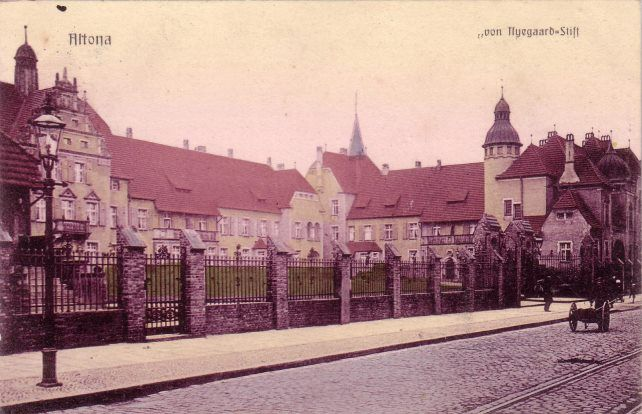
Nyegaard-Stift em Hamburgo, cartão postal de 1911

A partir de 1899 dirigiu também o escritório de arquitetura Kühn & Baumgarten junto com Eugen Kühn até 1902. Este período incluiu, entre outras coisas, a construção do Mosteiro Nyegaard em Hamburgo (1899-1901).
O campo de atividade da Baumgarten inicialmente consistia principalmente na construção residencial. Ele planejou várias casas urbanas e de campo em Berlim e Potsdam, entre outras. Em 1905, ele reconstruiu a mansão Hirschfelde, a nordeste de Berlim, para o empresário Eduard Arnhold e projetou o orfanato de Johannaheim para ele em 1907. Para o mesmo cliente, ele ampliou sua casa na Regentenstrasse 19, no Tiergartenviertel de Berlim, para incluir outra claraboia.
Entre 1910 e 1914, Baumgarten trabalhou frequentemente para a família de empresários Zanders em Bergisch Gladbach. Ele sucedeu Otto March como arquiteto da casa da família. Seu trabalho inclui a reforma da Villa Zanders, um pavilhão de jardim no parque da Haus Lerbach e a fábrica de impressão artística no Zanders'schen Gohrsmühle.
Durante a Primeira Guerra Mundial (por volta de 1917), Baumgarten foi convocado para servir no Ministério da Guerra da Prússia como chefe do Grupo C do Escritório de Inspeção de Edifícios do Ministério da Guerra.

### Villa Hamspohn e Villa Liebermann

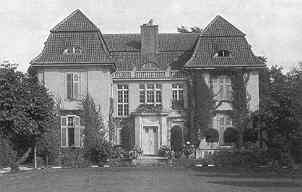
Villa Hamspohn, 1917

Em 1909 ele recebeu a encomenda para construir a Villa Liebermann para o pintor Max Liebermann, Seestraße 24 (hoje Colomierstraße 3) na Colônia Alsen em Wannsee, depois de já ter construído a villa para seu vizinho, o diretor da AEG Johann Hamspohn, entre 1906 e 1907 (Am Großen Wannsee 40; reformada e agora sede da "Salão de arte Secessão de Berlim – Casa de Reunião"). A Villa Liebermann foi construída de acordo com as especificações exatas do pintor e, a seu pedido, num estilo neoclássico reservado baseado no modelo das vilas patrícias dos subúrbios do Elba, em Hamburgo, que Liebermann conhecia de visitas frequentes. O projeto para a frente foi a casa de campo de J. C. Godeffroy, em Hamburgo, construída por Christian Frederik Hansen e pintada por Liebermann. Liebermann atribuiu grande importância à capacidade de ver desde o lago, através do edifício, até à rua. Do lado da rua, duas colunas jônicas dominam o eixo central e conferem à casa um caráter correspondentemente representativo.

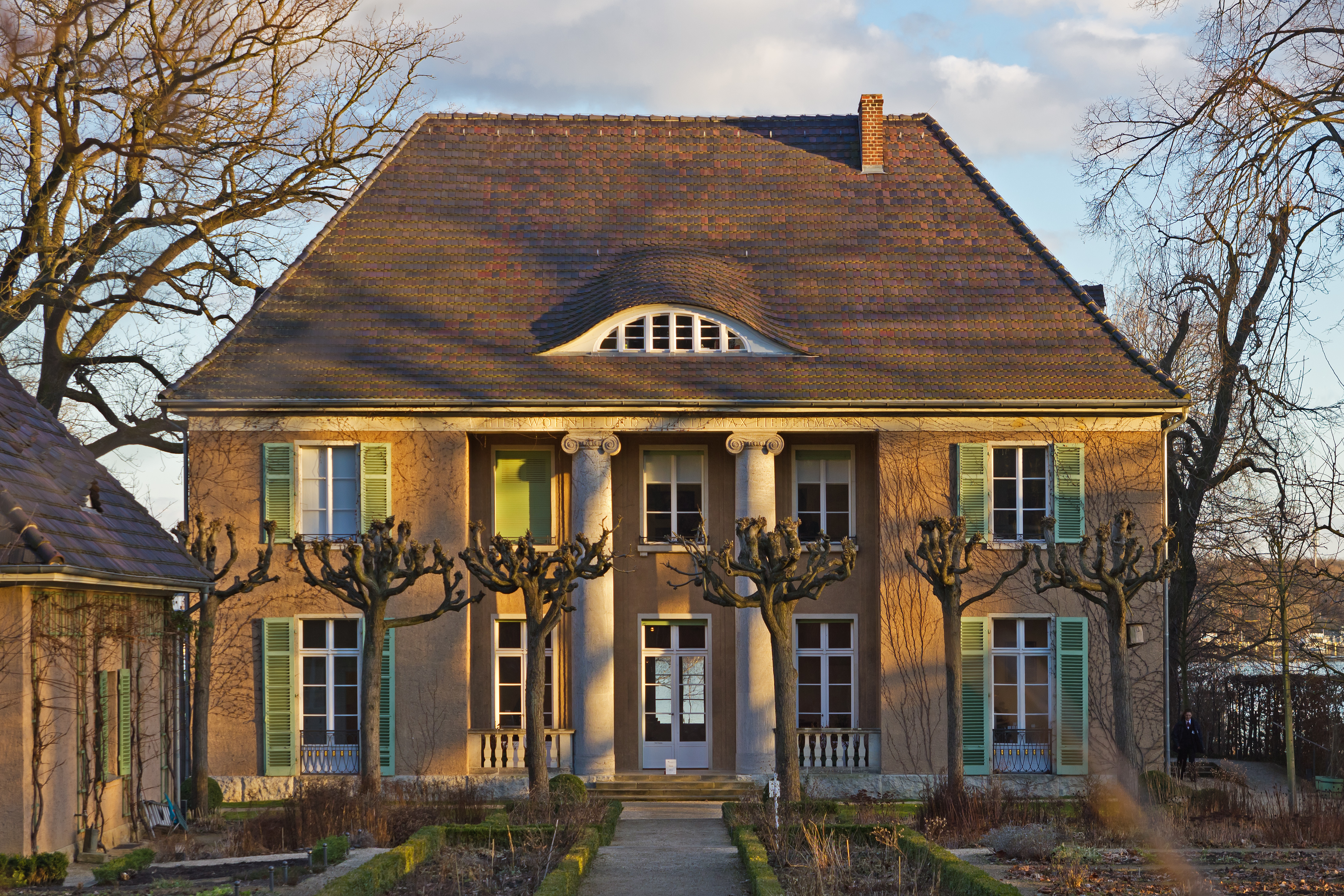
Villa Liebermann

A pedido de Liebermann, Baumgarten não colocou a entrada principal neste eixo central como de costume, mas no lado estreito norte, diretamente sob o ateliê do pintor. O lado do lago com empena triangular foi baseado na casa de campo Wesselhoeft, em Hamburgo, no Elbchaussee. Por baixo foram criadas uma lógia e dois terraços, que ligam o edifício ao jardim desenhado por Liebermann em conjunto com Alfred Lichtwark e frequentemente utilizado para pintura após a conclusão. A villa e principalmente o jardim podem ser vistos com frequência nas fotos de Liebermann. Foi restaurado utilizando as plantas e fotos existentes e reaberto em 2006 como “Museu Liebermann”. O interior da casa não foi preservado; foi perdido quando a viúva de Liebermann teve que vender a villa ao Reichspost em 1940.

### Villa Kunheim
Entre 1910 e 1911, Baumgarten converteu uma casa na Fürst-Bismarck-Straße em Alsenviertel para o empresário químico Erich Kunheim – originalmente construída entre 1870 e 1871 de acordo com planos de Friedrich Hitzig – no estilo neoclássico que era corrente no tempo. Ele expandiu o edifício original de dois andares e sete eixos para um edifício de três andares e nove eixos. Colunas jônicas em nichos de parede acima do porão alto estruturam a fachada. Relevos de putti decoram o friso. Serve como embaixada da Suíça desde 1920. É o único edifício da época da fundação deste bairro que se conserva até hoje.
O estabelecimento balnear em Potsdam, conhecido como Werner-Alfred-Bad, um hotel, bem como o Kurhaus, Kursaal e Kurmittelhaus em Bad Eilsen também foram construídos de acordo com os projetos de Baumgarten.
Em 1911 casou-se com Eva Tuaillon, filha do escultor Louis Tuaillon. No ano anterior, ele havia projetado para ele uma villa em Grunewald (Herbertstraße 1).

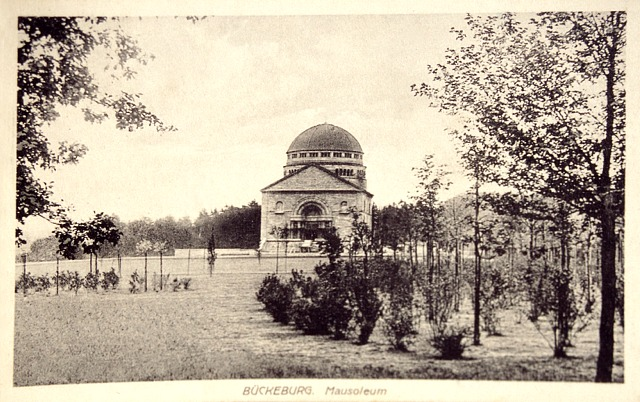
Mausoléu no parque do Castelo de Buckeburgo

De 1911 a 1915 ele construiu o Mausoléu no parque do Castelo de Buckeburgo como cemitério da casa real de Schaumburg-Lippe.

### Villa Marlier

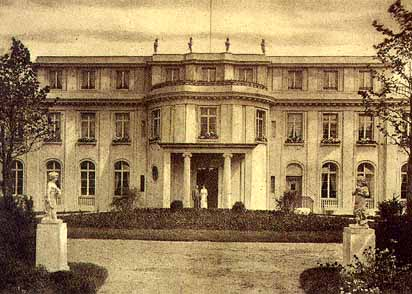
Villa Marlier e jardim, 1916

Entre 1914 e 1915, construiu uma villa em Wannsee para o fabricante de medicamentos Ernst Marlier, que é considerada o seu edifício mais luxuoso e mais conhecido (Am Großen Wannsee 56–58). O luxuoso design interior aponta para a grande necessidade de representação do construtor, que rapidamente subiu na escala social. A seu pedido, Baumgarten também integrou vários espólios e cópias de outros objetos de arte no mobiliário.
Não está claro se Baumgarten também projetou o parque associado ou contratou um arquiteto de jardim. Durante a Era Nazista, a villa foi a casa de hóspedes da Sicherheitspolizei e do Sicherheitsdienst (SD) e mais tarde ficou conhecida como o local da Conferência de Wannsee.
Em 1918 Baumgarten recebeu o título de professor. Por volta de 1920, seu escritório estava localizado na Genthiner Straße 43, no subúrbio de Schöneberg.

### Atividade no Terceiro Reich
Em 1934 foi contratado para reconstruir a Ópera Alemã em Berlim-Charlottenburg Esta missão marcou o início de sua carreira no Terceiro Reich. Em 1935, Paul Baumgarten foi nomeado membro da Reichskulturkammer e em 1936 foi nomeado para a Academia Prussiana de Engenharia Civil. Baumgarten solicitou a adesão ao NSDAP em 13 de março de 1940 e foi admitido em 1º de abril do mesmo ano (número de membro 8.011.647).

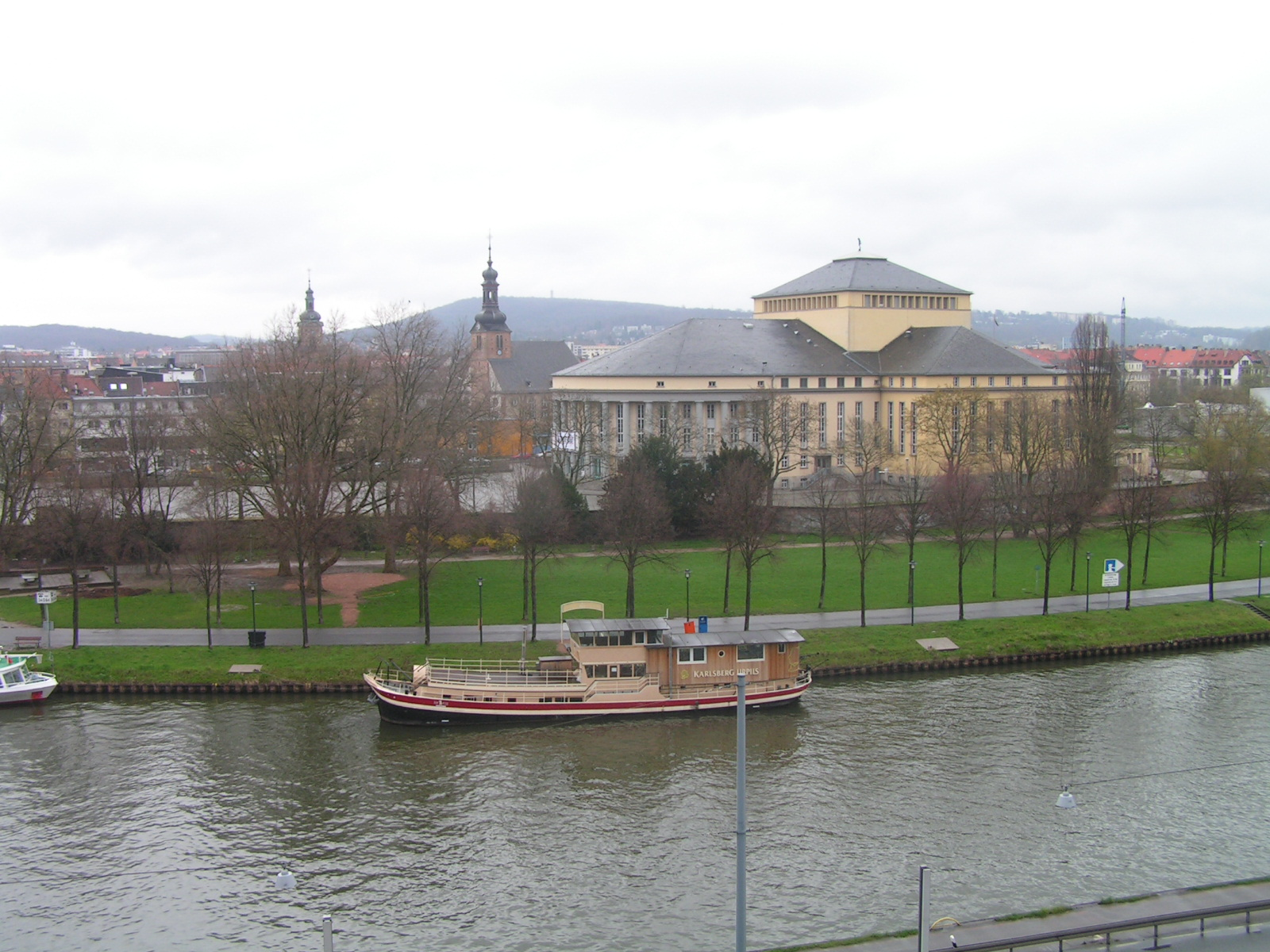
Antigo Gautheater Saarpfalz, hoje (após reforma): Teatro Estadual do Sarre

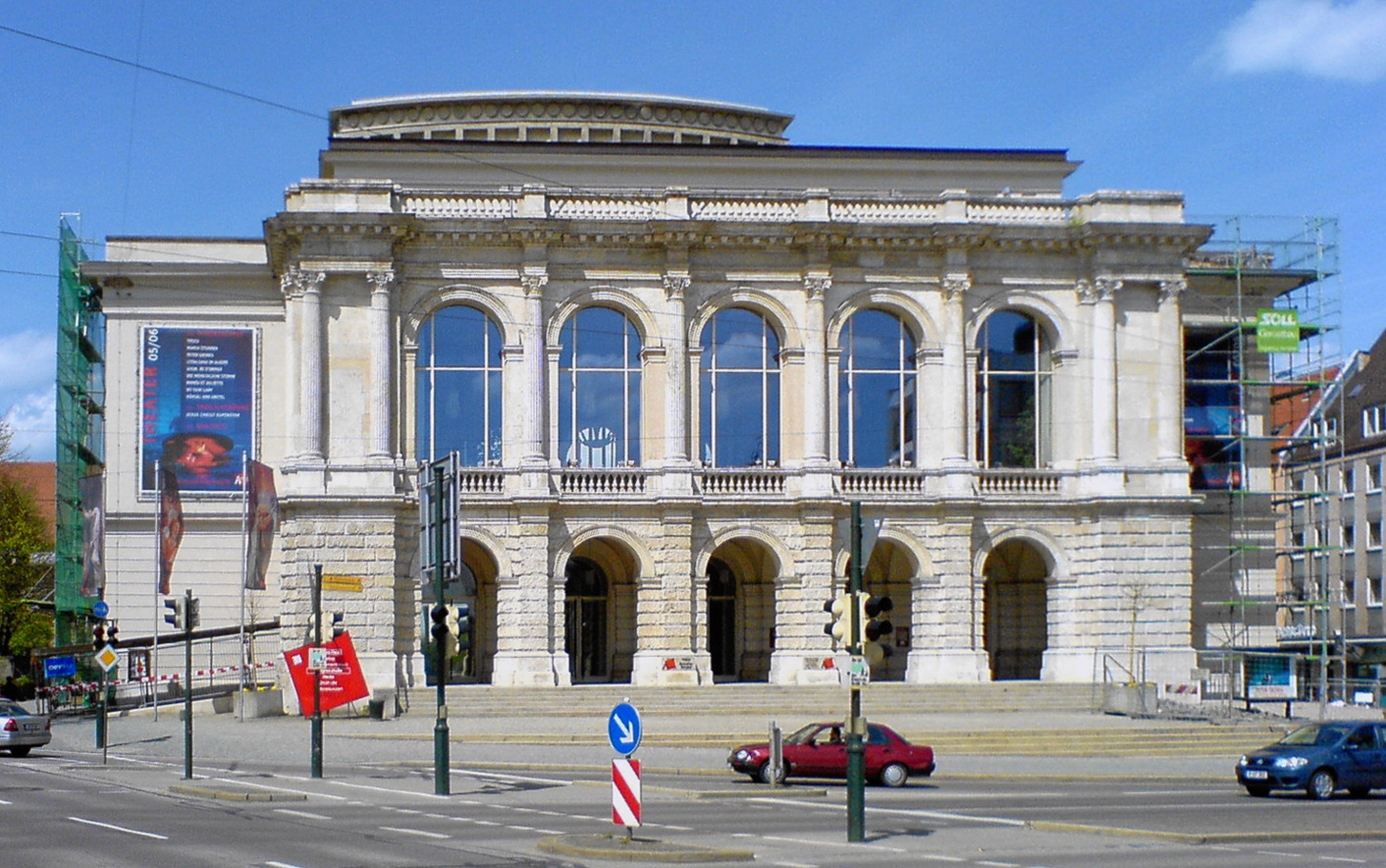
Teatro Municipal de Augsburgo

Ele mudou seu foco para a construção de teatros. As obras desta época incluem, entre outras: a construção do Grenzlandtheater de Sarbruque (1936–1938), (também chamado Westmarktheater ou Gautheater Saarpfalz em homenagem ao então planejado Gau Westmark, hoje Teatro Estadual do Sarre) uma encomenda de Joseph Goebbels, como "graças a Hitler" pelo resultado do referendo no Sarre para a reintegração do Sarre no Império Alemão; Configuração do palco: Kurt Hemmerling, destruído por um bombardeio em 1942, reconstruído após o fim da guerra, a conversão do Schillertheater (1938), Admiralspalast (1955–1997: Teatro Metropolitano, desde 2006 Admiralspalast novamente, o "camarote do Führer" estava na renovação não restaurada, Friedrichstraße 101–102) e no Teatro Metropolitano (hoje Komische Oper) em Berlim, no Teatro Municipal de Augsburgo (1938/1939), no Teatro Alemão de Munique (redesenho da sala de teatro, 1939), e o Teatro Nacional de Weimar. Baumgarten também deveria reconstruir completamente o Teatro Vogtland em Plauen (atualmente "Teatro Plauen-Zwickau"), mas o projeto ficou preso na fase de design devido ao início da guerra. Uma reforma que durou apenas alguns meses foi realizada em 1939, mas todo o estuque existente no auditório foi vítima dela. Baumgarten foi considerado o arquiteto teatral de Adolf Hitler. Um "camarote do Führer" foi construído em todos os teatros.
Em 1937 ele planejou o edifício administrativo da Associação do Reich da Indústria de Aviação Alemã em Berlim. Dois anos depois, ele converteu o Palácio de Bellevue na "Casa de Hóspedes do Império Alemão" (hoje residência oficial do Presidente Federal). Entre 1938 e 1939 também trabalhou no novo edifício da Chancelaria do Reich e na residência oficial de Joseph Goebbels.
Os governantes nacional-socialistas também pretendiam que Baumgarten trabalhasse como arquiteto de ópera nos edifícios monumentais da “Cidade do Führer” de Linz e que construísse um teatro para o local de nascimento de Hitler, Braunau. A Casa de Ópera de Linz, projetada para 2.000 visitantes e o edifício central e mais representativo da planejada praça da ópera, foi, segundo Albert Speer, um dos projetos favoritos de Hitler. No entanto, estes projetos não foram mais implementados devido à guerra.
Em 1943, Baumgarten recebeu a Medalha Goethe de Arte e Ciência de Adolf Hitler em seu 75º aniversário e no ano seguinte, 1944, uma doação de 100.000 Reichsmarks. Em 1944, Baumgarten foi incluído na Lista de Gottbegnadeten do Ministério do Reich para Iluminação Pública e Propaganda.